# Световая точка компенсации

Зависимость фотосинтеза от доступного количества света светолюбивых и тенелюбивых растений. Световая точка компенсации соответствует месту пересечения кривой с осью x.

Световая точка компенсации, или световой компенсационный пункт (СКП) — наименьшая интенсивность света на световой кривой, при которой активность фотосинтеза и дыхания уравновешиваются по газообмену. В этой точке количество фиксируемого растением CO2 в точности соответствует его количеству, выделяемому растением в результате дыхания и фотодыхания, а потребление O2 в точности соответствует его выделению в результате фотосинтеза.
Говоря в терминах метаболизма, все органические вещества, полученные в результате фотосинтеза, расходуются на дыхание, так что не происходит наращивания биомассы. Положение точки компенсации на световой кривой зависит от температуры и концентрации углекислого газа в среде. При нормальном парциальном давлении CO2, существует значение интенсивности света, при котором ассимиляция CO2 равна нулю. Таким образом, парциальное давление CO2 в точке компенсации, обозначаемое гамма, является функцией от интенсивности облучения. Компенсация фотосинтеза дыханием у растений обычно происходит ранним утром или поздним вечером, когда интенсивность света невелика. Это объясняется тем, что интенсивность дыхания относительно постоянна, а вот фотосинтез зависит от света и потому его интенсивность серьёзно изменяется со временем.
При постоянной концентрации СO2 точка компенсации смещается в область большей освещённости с ростом температуры, так как при повышении температуры дыхание возрастает быстрее фотосинтеза. Поэтому при пониженной освещённости (например, в зимний период, в оранжереях) необходима умеренная положительная температура, а её повышение может снизить темпы роста растений. Улучшение снабжения водой и СO2 сдвигает компенсационную точку в сторону меньшей освещенности, а старение листьев — в сторону большей.
Знание световой точки компенсации необходимо при изучении продуктивности растений, поскольку она указывает на границу между запасанием и расходом органики. Ниже неё наступает голодание. Компенсационная точка обычно определяется при концентрации СО2 0,03 % и температуре 20 °С.

## C3- и C4-растения
У С4-растений точка  компенсации значительно выше, чем у С3-растений, поэтому им требуется гораздо больше света, чтобы полноценно существовать и расти. Тем не менее, при высокой освещенности они намного превосходят С3-растения по интенсивности фотосинтеза и скорости роста. В естественных условиях у С4-растений световое насыщение не достигается, и в ясные дни они используют свет полностью даже в полдень, однако высокая точка компенсации накладывает ограничения на их рост в условиях низкой освещённости, то есть их рост ограничивается светом, и только тогда, когда сильный недостаток воды заставляет их закрыть устьица, и, следовательно, снизить потребление углекислого газа, их рост ограничивается концентрацией CO2.

## Тенелюбивые и светолюбивые растения
Выросшие в тени растения дышат слабее световых, поэтому компенсация у них наступает при меньшем освещении. В то время как у светолюбивых растений точка компенсации достигается только при относительно высокой освещённости, теневыносливые растения могут иметь чистую прибыль в фиксации углерода даже при низкой освещённости. Теневые листья лучше используют слабый свет, и насыщение у них наступает очень рано, примерно при 10 микромоль· м−2· с−1 (моль фотонов на м2 листовой поверхности в секунду), а вот у светолюбивых — при 20-30 мкмоль · м−2 · с−1. Так происходит отмирание нижних листьев и очищение ствола от ветвей.

## Зависимость от глубины
Для водных растений, чья освещённость на определённой глубине остаётся приблизительно постоянной в течение дня, световая точка компенсации — это глубина, на которую нужно погрузить растение, что бы добиться того же эффекта равновесия в ассимиляции и диссимиляции CO2.